# Inmigración argentina en los Estados Unidos
La inmigración argentina en Estados Unidos es la segunda más grande de argentinos en el exterior después de España con alrededor de 149.302 ciudadanos argentinos, para el año 2024. según un informe de la Organización Internacional para las Migraciones (OIM) titulado Perfil migratorio de Argentina
Características comunes de los argentinos en Estados Unidos son su buen estatus socioeconómico, ingresos por encima de la media del resto de latinoamericanos, nivel de educación por encima de la media estadounidense, menor nivel de pobreza que los estadounidenses y que los inmigrantes latinoamericanos,poseen un promedio de edad mayor al de las demás comunidades latinoamericanas, mayor porcentaje de casados que los estadounidenses y que los inmigrantes latinoamericanos. Constituyen la comunidad latinoamericana más rica y con mayores ingresos.
La comunidad argentina es diminuta (0.43%) del total de inmigrantes latinoamericanos. el 14° puesto en dicho total, según un informe del diario La Nación en 2013 Para el año 2023 según un estudio de la Universidad de Iowa la comunidad argentina representaba el 0.17% del total de inmigrantes en EE.UU y la 39 nacionalidad en número de inmigrantes.|